# Lampropholis
Genre
Lampropholis est un genre de sauriens de la famille des Scincidae.

## Répartition
Les espèces de ce genre sont endémiques d'Australie, à l'exception de Lampropholis delicata qui a été introduite en Nouvelle-Zélande et à Hawaï.

## Liste des espèces
Selon The Reptile Database (28 sept. 2012) :
- Lampropholis adonis Ingram, 1991
- Lampropholis amicula Ingram & Rawlinson, 1981
- Lampropholis caligula Ingram & Rawlinson, 1981
- Lampropholis coggeri Ingram, 1991
- Lampropholis colossus Ingram, 1991
- Lampropholis couperi Ingram, 1991
- Lampropholis delicata (De Vis, 1888)
- Lampropholis elongata Greer, 1997
- Lampropholis guichenoti (Duméril & Bibron, 1839)
- Lampropholis mirabilis Ingram & Rawlinson, 1981
- Lampropholis robertsi Ingram, 1991

## Publication originale
- Fitzinger, 1843 : Systema Reptilium, fasciculus primus, Amblyglossae. Braumüller et Seidel, Wien, p. 1-106 (texte intégral).